# أندرو غاريت
أندرو غاريت (بالإنجليزية: Andrew Garrett)‏ هو عالم رخويات ‏ أمريكي، ولد في 1823 في ألباني في الولايات المتحدة، وتوفي في 1887.